# ریچارد فولکس
ریچارد فولکس (انگلیسی: Richard Foulkes؛ زادهٔ ۱۹۰۲) بازیکن فوتبال اهل بریتانیا است.
از باشگاه‌هایی که در آن بازی کرده‌است می‌توان به باشگاه فوتبال ای‌اف‌سی بورنموث و باشگاه فوتبال برادفورد سیتی اشاره کرد.